# Grote Prijs Stad Zottegem 1973
Il Grote Prijs Stad Zottegem 1973, trentottesima edizione della corsa, si svolse il 21 agosto 1973 su un percorso di 162 km, con partenza e arrivo a Zottegem. Fu vinto dal belga Maurice Dury della Flandria-Carpenter-Shimano davanti al britannico Phil Bayton e al belga José De Cauwer.

## Ordine d'arrivo (Top 10)
| Pos. | Corridore              | Squadra                    | Tempo    |
| ---- | ---------------------- | -------------------------- | -------- |
| 1    | Maurice Dury           | Flandria-Carpenter-Shimano | 4h07'26" |
| 2    | Phil Bayton            |                            |          |
| 3    | José De Cauwer         | Sonolor                    |          |
| 4    | Ludo Van Staeyen       | Watney-Maes Pils           |          |
| 5    | Herman Van Springel    | Rokado-de Gribaldy         |          |
| 6    | Michel Van Vlierden    | Ijsboerke-Bertin           |          |
| 7    | Ghislain Van Landeghem | Hertekamp                  |          |
| 8    | Eddy Demedts           | Ijsboerke-Bertin           |          |
| 9    | Frans Van Looy         | Novy-Romy Pils-Total       |          |
| 10   | Jef De Schoenmaecker   | Molteni                    |          |